# Benthopecten cognatus
Benthopecten cognatus är en sjöstjärneart som först beskrevs av Ludwig 1905.  Benthopecten cognatus ingår i släktet Benthopecten och familjen nålsjöstjärnor. Inga underarter finns listade i Catalogue of Life.